# Vláda Karla Nehammera
Vláda Karla Nehammera byla vláda Rakouské republiky úřadující od 6. prosince 2021 do 3. března 2025. V jejím čele stál spolkový kancléř Karl Nehammer. Prezident republiky Alexander Van der Bellen ji jmenoval po rezignaci kancléře Alexandera Schallenberga, který nabídl kancléřský post, po odstoupení Sebastiana Kurze z pozice předsedy strany ÖVP, novému předsedovi strany Karlu Nehammerovi. Bývalý kancléř se vrátil na post ministra zahraničí.
Nehammer rezignoval na post kancléře a předsedy strany 5. ledna 2025 poté, co selhala povolební jednání se sociálními demokraty a s NEOS. V čele strany jej týž den nahradil Christian Stocker a 10. ledna se Alexander Schallenberg stal dočasně kancléřem této vlády, do doby než bude dosažena dohoda mezi svobodnými a lidovci o vládě nové. 
Dohoda se Svobodnými nakonec také nebyla uzavřena, když jejich předseda Herbert Kickl v únoru oznámil, že se mandátu k sestavení vlády vzdává. Vláda tak skončila až 3. března 2025, kdy byla s jmenována vláda Christiana Stockera na původně plánovaném koaličním půdorysu ÖVP, SPÖ a NEOS.

## Seznam členů vlády
| Úřad                                                           | Člen vlády              | Subjekt       | Nástup do úřadu    | Odchod z úřadu     |
| -------------------------------------------------------------- | ----------------------- | ------------- | ------------------ | ------------------ |
| Kancléř                                                        | Karl Nehammer           | ÖVP           | 6. prosince 2021   | 10. ledna 2025     |
| Vicekancléř, ministr pro umění, kulturu, státní správu a sport | Werner Kogler           | Zelení        | 7. ledna 2020      | 3. března 2025     |
| Ministr zahraničí                                              | Alexander Schallenberg  | ÖVP           | 6. prosince 2021   | 3. března 2025     |
| Ministr sociálních věcí, zdravotnictví a ochrany spotřebitele  | Wolfgang Mückstein      | Zelení        | 19. dubna 2021     | 3. března 2025     |
| Ministr školství, vědy a výzkumu                               | Martin Polaschek        | nestr. za ÖVP | 6. prosince 2020   | 3. března 2025     |
| Ministryně pro digitalizaci a podnikatelské prostředí          | Margarete Schramböcková | ÖVP           | 7. ledna 2020      | 11. května 2022    |
| Ministr financí                                                | Magnus Brunner          | ÖVP           | 6. prosince 2020   | 20. listopadu 2024 |
|                                                                | Gunter Mayr             | nezávislý     | 20. listopadu 2024 | 3. března 2025     |
| Ministr vnitra                                                 | Gerhard Karner          | ÖVP           | 7. ledna 2020      | 3. března 2025     |
| Ministryně obrany                                              | Klaudia Tannerová       | ÖVP           | 7. ledna 2020      | 3. března 2025     |
| Ministr zemědělství                                            | Elisabeth Köstingerová  | ÖVP           | 7. ledna 2020      | 18. května 2022    |
|                                                                | Norbert Totsching       | ÖVP           | 18. května 2022    | 3. března 2025     |
| Ministryně spravedlnosti                                       | Alma Zadićová           | Zelení        | 7. ledna 2020      | 3. března 2025     |
| Ministryně dopravy a životního prostředí                       | Leonore Gewesslerová    | Zelení        | 7. ledna 2020      | 3. března 2025     |
| Ministr práce                                                  | Martin Kocher           | nestr. za ÖVP | 11. ledna 2021     | 3. března 2025     |
| Kancléřská ministryně pro integraci a ženy                     | Susanne Raabová         | ÖVP           | 7. ledna 2020      | 3. března 2025     |
| Kancléřská ministryně pro Evropu                               | Karoline Edtstadlerová  | ÖVP           | 7. ledna 2020      | 3. března 2025     |